# Monti della Laga
Monti della Laga je horské pásmo ve Středních Apeninách (v Apeninách), ve střední části Itálie. Pohoří má délku 24 km a nachází se na hranicích regionů Abruzzo, Marche a Lazio (v provinciích L'Aquila, Teramo, Ascoli Piceno a Rieti).

## Geografie
Na jihu pohoří Monti della Laga odděluje od horského masivu Gran Sasso d'Italia údolí řeky Vomano (na jihozápadě leží Lago di Campotosto), na severu od pohoří Monti Sibillini údolí řeky Tronto (a silnice Ascoli Piceno-Terni). Hlavní hřeben dosahuje své největší nadmořské výšky horou Monte Gorzano (2 458 m, je nejvyšším vrcholem regionu Lazio). K dalším významným vrcholům náleží Cima Lepri (2 445 m), Pizzo di Sevo (2 419 m) nebo Pizzo di Moscio (2 411 m). Okolní krajina pohoří je různorodá a liší se dle jednotlivých regionů. V Marche je krajina hornatá a drsná, v Laziu se nachází hluboká údolí a soutěsky, v Abruzzu je naopak terén pozvolný, tvořený převážně kopcovitou krajinou.

## Geologie
Skladba hornin se výrazně liší od obvyklého složení Středních Apenin z vápenců a dolomitů. Pohoří Monti della Laga tvoří především pískovce a slíny.

## Flora a fauna
Ze stromů jsou nejvíce zastoupeny buky, duby, javory, lípy, jasany a jilmy. Z divoké zvěře zde například žijí jeleni, jezevci, vlci (Canis lupus italicus), vzácný je výskyt místního druh medvěda hnědého apeninského (Ursus arctos marsicanus).